# Acroniopus rufipennis
Acroniopus rufipennis là một loài bọ cánh cứng trong họ Elateridae. Loài này được W.J. Macleay miêu tả khoa học năm 1872.